# Valdemorales
Valdemorales ist ein Ort und eine Gemeinde  (municipio) mit 215 Einwohnern (Stand: 2024) in der Provinz Cáceres in der Autonomen Gemeinschaft Extremadura.

## Lage und Klima
Valdemorales liegt in einer Höhe von ca. 495 m. Das Stadtzentrum von Cáceres befindet sich ca. 39 Kilometer nordwestlich. 

## Bevölkerungsentwicklung
| Jahr      | 1970 | 1981 | 1991 | 2001 | 2011 | 2021 |
| Einwohner | 429  | 324  | 275  | 260  | 227  | 208  |

## Sehenswürdigkeiten

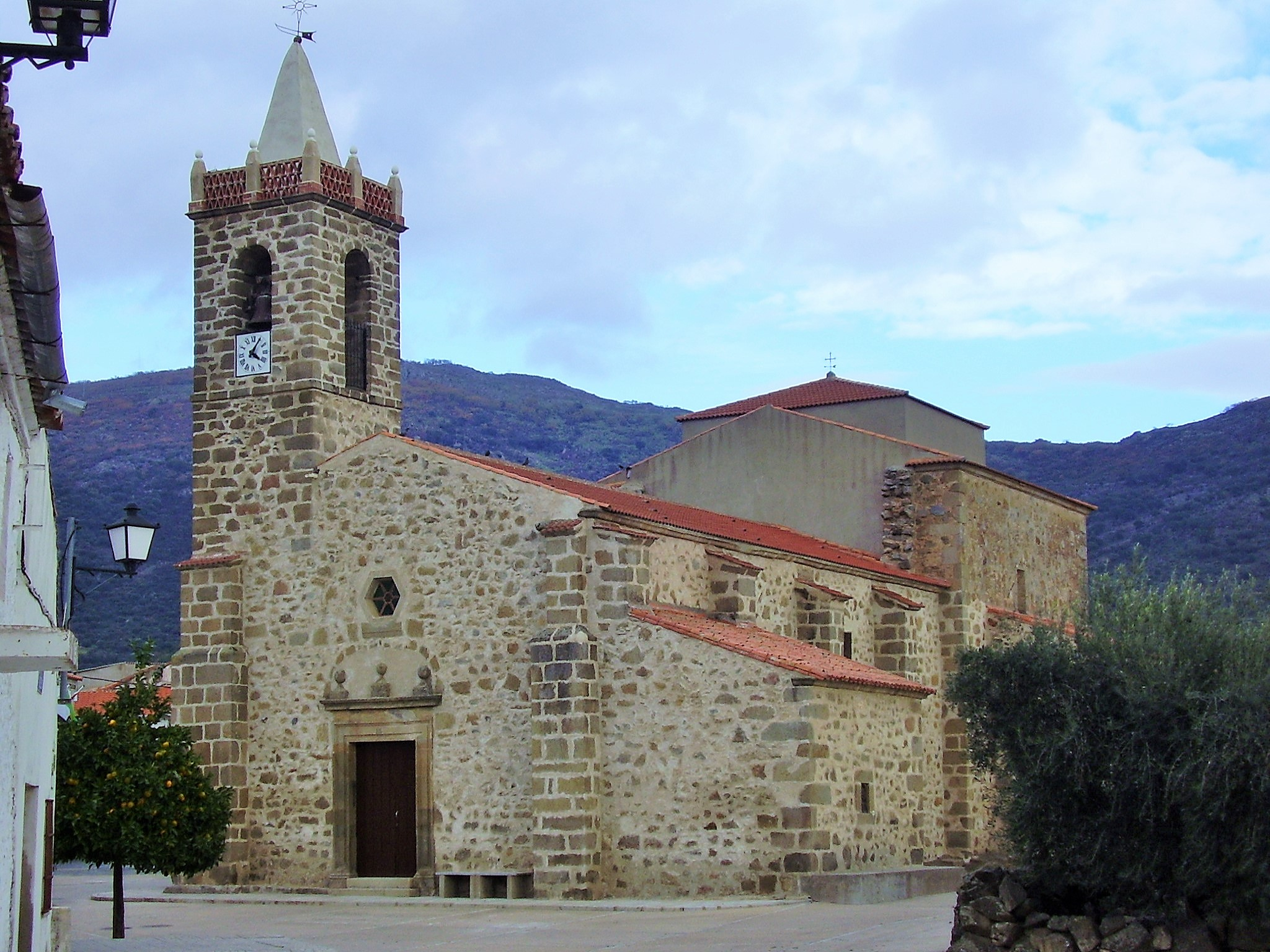
Andreaskirche
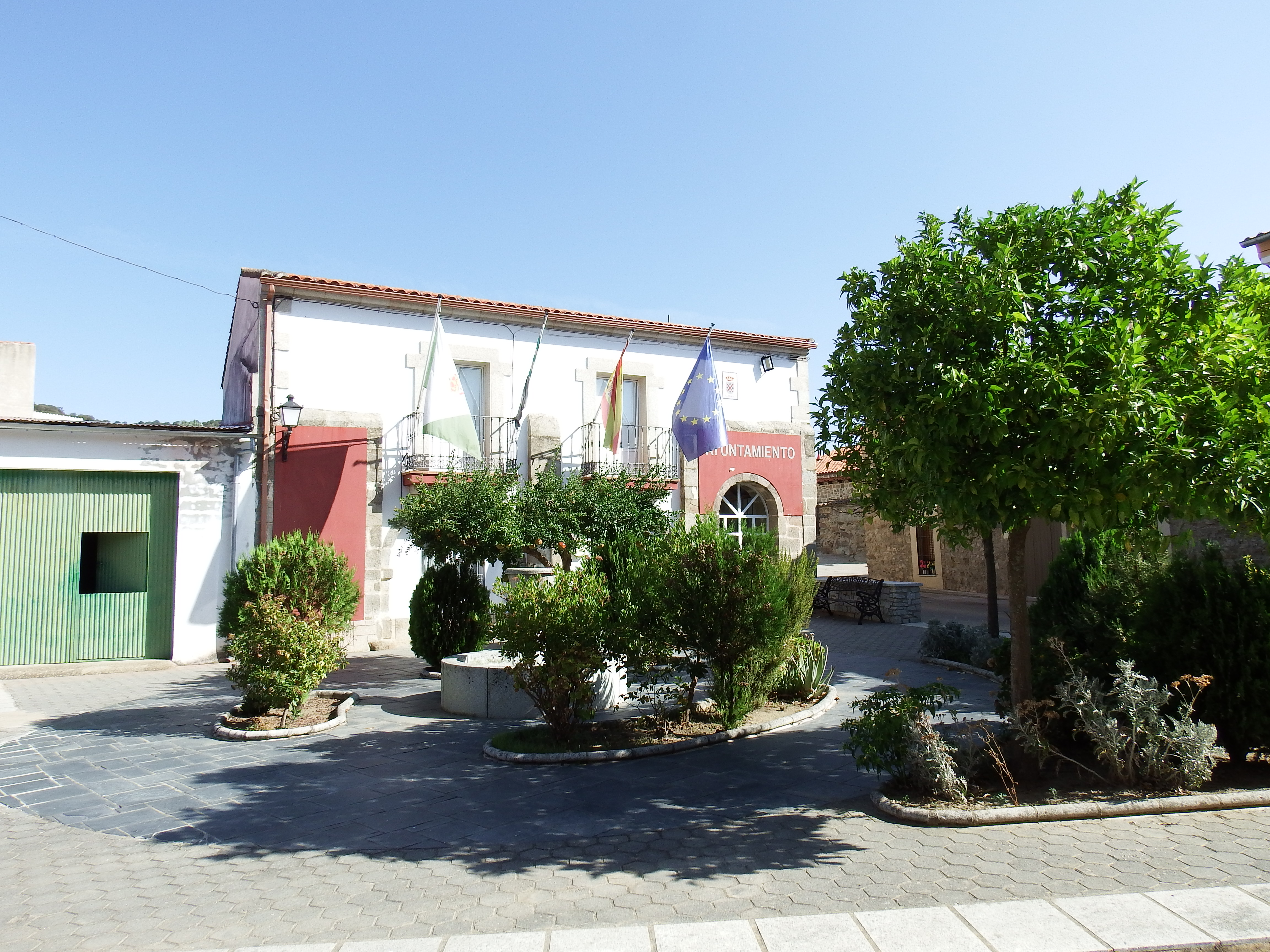
Rathaus

- Andreaskirche
- Rathaus